# گره‌لو
گره‌لو یک منطقهٔ مسکونی در ایران است که در دهستان گیلوان واقع شده‌است. گره‌لو ۱۲ نفر جمعیت دارد.